# Super Mario World: Super Mario Advance 2
Super Mario World: Super Mario Advance 2 is een platformspel voor de Game Boy Advance, uitgebracht op 12 februari 2002 door Nintendo. Het spel is een remake van Super Mario World voor de SNES.

## De veranderingen
- Er is een nieuwe munt met Princess Peach erop in elk level. Deze munt verschijnt als alle Dragon Coins in elk level zijn verzameld.
- Er is een statusscherm bijgevoegd, zodat men kan zien welke verborgen levels men al heeft gehad, dit maakt het vinden naar verborgen levels minder moeilijk.
- Er is een mogelijkheid om met zowel Mario als Luigi te spelen elke keer wanneer men dat wil.
- Als herfst-Easter egg (een easter egg waardoor de wereldkaart en vijanden er anders uitzien) in de GBA-versie ontgrendeld wordt, verschijnt er een cutscene, in tegenstelling tot de SNES-versie.
- Het spel Mario Bros. zit erbij.